# Concert at Sea 2008
Concert at Sea 2008 was de derde editie van het jaarlijkse popfestival Concert at Sea. Deze editie vond plaats op 28 juni 2008. 

## Geschiedenis
De kaartverkoop begon direct na de tweede editie, op 1 juli 2007. Er waren wederom weer twee soorten kaarten, Vak 1 kostte 22,50 euro en Vak 2 kostte 17,50 euro. Op 6 februari 2008 werden de eerste namen bekend. Op 6 maart werd bekend dat de helft van de kaarten waren verkocht. Op 28 april werd het vrijdagprogramma bekendgemaakt. Er waren op dat moment ruim 45.000 kaarten verkocht.
Om de verkeersdrukte te spreiden en mensen te stimuleren een dag eerder te komen waren er voor het eerst op vrijdagavond al optredens. Deze optredens waren alleen toegankelijk voor mensen die een campingarrangement via Concert at Sea hadden geboekt. Deze optredens vonden plaats op het Zeeland Podium. 
Voor de aanvang van Concert at Sea 2008 werd al gespeculeerd wie de zogenaamde Cubaanse Los Vapapeños konden zijn, aangezien op internet niets over hen te vinden was. Deze band bleek achteraf niet te bestaan: het waren de bandleden van BLØF, die opkwamen in 'Cubaanse' kleding. In het Spaans wordt de 'v' uitgesproken als een 'b'. De naam van de band klinkt dan als Los BaPaPeNos, hetgeen komt van BasPaskalPeterNorman, de namen van BLØFs bandleden.

## Programma
Ook dit jaar werd Concert at Sea gepresenteerd door Peter Heerschop, Viggo Waas en Joep van Deudekom.
De volgende artiesten stonden op de derde editie van Concert at Sea:

### Programma 27 juni (Zeeland podium)
- 19:15-19:45 Pop aan zee talent: Eva Auad
- 20:15-21:00 Alain Clark
- 21:30-22:15 Beef
- 22:45-23:45 Los Vapapeños (BLØF)
- 23:45-01:00 538 DJ

### Programma 28 juni

#### Zeeland podium
- 13:00-13:30 Pop aan zee talent: Bluem
- 14:00-14:45 Milow
- 15:15-16:00 I.O.S.
- 16:30-17:15 Stevie Ann
- 18:10-18:35 Wolff

#### Hoofdpodium
- 17:30-18:10 The Scene
- 18:40-19:40 Krezip
- 20:10-21:30 BLØF
- 22:00-23:30 Counting Crows
- 23:30-01:00 Wicked Jazz Sounds DJ's (Heineken Refreshing Sounds Deck)

2006 · 2007 · 2008 · 2009 · 2010 · 2011 · 2012 · 2013 · 2014 · 2015 · 2016 · 2017 · 2018 · 2019 · 2020 · 2022 · 2023 · 2024